# 伊奈町消防本部
伊奈町消防本部（いなまちしょうぼうほんぶ）は、埼玉県北足立郡伊奈町にかつて存在した消防部局（消防本部）。管轄区域は伊奈町全域。
2014年（平成26年）7月1日に上尾市消防本部（上尾市）と消防広域化協議会を設置し、消防の広域化の検討を行っていた。その結果、2022年（令和4年）10月7日に協議書の調印式が行われ、上尾市（消防本部）へ事務委託するという形で広域化が決定した。2023年（令和5年）4月1日に上尾市消防本部に編入され、東消防署伊奈分署となった。

## 概要
- 消防本部：伊奈町大字小室4885
- 管内面積：14.80km2
- 職員定数：61人
- 消防署1カ所
- 主力機械（2019年4月1日時点）
  - 普通消防ポンプ自動車：1
  - 水槽付消防ポンプ自動車：1
  - 化学消防自動車：1
  - 高規格救急自動車：3
  - 救助工作車：1
  - 警防車：1
  - 予防車：1
  - 連絡車：3

## 沿革
- 1983年4月：伊奈町役場内に伊奈町消防本部を設置。
- 1984年4月：消防本部が現在地に移転し、伊奈町消防署を設置。
- 1991年2月：救助工作車を消防署に配備。
- 1992年8月：化学消防車を消防署に配備。
- 2001年1月：高規格救急車の運用を開始。
- 2013年3月2日：上尾市消防本部内に高機能消防指令システムを設置と上尾市・伊奈町消防通信指令事務協議会・指令センターを開設。それに伴い、当消防本部管内の119番の受付および通信指令業務を上尾市消防本部に統合。
- 2023年4月1日︰広域化に伴い、上尾市消防本部に編入。東消防署伊奈分署となる。

## 組織
- 本部 
  - 消防総務課
  - 消防業務課
- 消防署
  - 消防第1課
  - 消防第2課
  - 消防第3課

## 消防署
| 消防署       | 消防署建物 | 住所         | 出張所 |
| ------------ | ---------- | ------------ | ------ |
| 伊奈町消防署 |            | 大字小室4885 | なし   |